# NGC 4394
NGC 4394 (również PGC 40614 lub UGC 7523) – galaktyka spiralna z poprzeczką (SBb), znajdująca się w gwiazdozbiorze Warkocza Bereniki. Odkrył ją William Herschel 14 marca 1784 roku. Należy do Gromady w Pannie. Jest to galaktyka z aktywnym jądrem typu LINER.